# Lakatos Éva (bibliográfus)
Lakatos Éva (Bócsa, 1931. december 17. – Budapest, 2014. november 1.), Botka Ferencné, Botkáné, B. Lakatos Éva: könyvtáros, bibliográfus, sajtótörténész.

## Családja
A kiskőrösi járásban lévő Bócsán született, evangélikus kántortanítók gyermekeként. Férjezetten: Papp Sámuelné 1953–1961; Herendi Károlyné 1962–70; Botka Ferencné (1971–2014). Fiai: Sámuel (1954), László (1963).

## Pályafutása
1951–1953 között könyvtár szakon végzett Budapesten (Pedagógiai Főiskola), egyetemi diplomáját az ELTE-n szerezte (könyvtár, 1971–1974). Pályáját 1950–1952 között az Országgyűlési Könyvtárban kezdte. 1952 végén került az OSZK-ba, a Dezsényi Béla vezette sajtóműhelyben (Hírlaptár) dolgozott. 1969-től 1971-ig Fővárosi Szabó Ervin Könyvtár folyóirattárát vezette, 1971-ben a Petőfi Irodalmi Múzeum Könyvtárába került, majd 1972-től haláláig ismét az OSZK hírlaptárának munkatársa volt. 
Bibliográfusként, sajtótörténészként periodikákkal foglalkozott. 1977-ben került a hírlapfeldolgozó osztályra, ahol az időszaki kiadványok rekatalogizálásában vett részt. 1984-től a Hírlaptári Csoportot vezette az Olvasó és Tájékoztató Szolgálaton belül, 1993-as nyugállományba vonulásáig. Nyugdíjasként is folytatta kutatásait: részint korábban megjelent könyvészeteit pontosította, részint a magyar sajtótörténet elhanyagolt szegmenseit térképezte föl.

## Művei
- Magyar írás (1921–1927). Repertórium; összeáll. Lakatos Éva; PIM, Bp., 1973 (A Petőfi Irodalmi Múzeum bibliográfiai füzetei B. sorozat)
- Magyar irodalmi folyóiratok, 1-15.; PIM, Bp., 1972–2000
- A Toll 1929–1938. Repertórium; szerk. Lakatos Éva, közrem., névmutató Bali Judit; PIM, Bp., 1977 (A Petőfi Irodalmi Múzeum bibliográfiai füzetei B. sorozat)
- A magyar színházi folyóiratok bibliográfiája, 1778–1948; OSZMI, Bp., 1993 (Színháztörténeti könyvtár)
- Sikersajtó a századfordulón. Sajtótörténeti megközelítések; Balassi–OSZK, Bp., 2004
- A magyar sajtótörténet válogatott bibliográfiája, 1705–1944, 1-5.; összeáll. Lakatos Éva; OSZK, Bp., 2010–2014
- A magyar színházi folyóiratok bibliográfiája, 1778–1948; 2. jav., bőv. kiad.; Savaria University Press, Szombathely 2011 (Studia theatralica)
- Kikötőben maradt hajók. Laptervezetek, meg nem jelent lapok válogatott bibliográfiája; OSZK–Gondolat, Bp., 2017 (Nemzeti téka)

## Díjak, elismerések
- Szinnyei József-díj (1999)
- Bibliothecaria Emerita kitüntető cím (OSZK, 2013)[2]